# علی آل کثیر
علی آل کثیر (زاده ‎۵ خرداد ۱۳۶۹) بازیکن فوتبال اهل ایران است که در پست مهاجم بازی می‌کند.

## افتخارات
- کسب مقام نایب قهرمانی جام حذفی به همراه داماش گیلان در فصل ۱۳۹۸–۱۳۹۷